# Yerko Urra
Yerko Andrés Urra Cortés (Mulchén, Chile, 9 de julio de 1996) es un futbolista chileno que se desempeña como guardameta y actualmente milita en Deportes Temuco, de la Primera B de Chile. 

## Trayectoria
Realizó las divisiones inferiores en Huachipato, donde llegó a los quince años después que un veedor lo viera jugar en Nacimiento. Originalmente jugaba como delantero pero debido a una situación puntual pasaría a jugar en al arco cambiando su posición. En las divisiones menores del equipo acerero obtendría dos títulos llegando a jugar la Copa Libertadores Sub-20 de 2016 donde jugaría los tres partidos de la primera fase recibiendo cuatro goles.
En 2016 llegaría el momento de su debut por el primer equipo, durante la derrota frente a Audax Italiano en un partido válido por el Clausura, manteniéndose en el puesto por algunos partidos. Pese a ser considerado un elemento de gran proyección, no sumó minutos durante el primer semestre de 2017, por lo que de cara al Torneo de Transición fichó por Santiago Wanderers a pedido del entrenador caturro Nicolás Córdova, quien lo conoció en la Selección de fútbol sub-20 de Chile. Por una lesión que afectó a Carlos Lampe, su cesión debió ser rescindida.
En 2018, tras la partida de Lampe, y pese al ninguneo de cierto sector de la prensa, logró hacerse con el puesto de arquero titular en Huachipato. Gracias a sus actuaciones, obtuvo un puesto en la nómina final para la Copa América 2019.
En 2021, tras perder el puesto de titular en el conjunto acerero con Gabriel Castellón, es anunciado como refuerzo de Deportes Temuco, en calidad de préstamo. Tras acabar la temporada 2021, retornó a Huachipato.
A finales de 2022, se desvincula definitivamente de los acereros y ficha por Deportes Temuco, para la temporada 2023. Durante la temporada, ha contribuido marcando dos goles de cabeza por el torneo oficial, uno ante San Marcos de Arica y el segundo versus Deportes Iquique.

## Selección nacional
En noviembre de 2018 recibió su primera convocatoria a la selección absoluta, bajo la dirección técnica de Reinaldo Rueda, quien lo incluyó en un listado de veintiséis jugadores nominados para enfrentar los compromisos amistosos ante Costa Rica y Honduras que se disputaron los días 16 y 20 de noviembre, respectivamente.
El 26 de mayo de 2019 fue incluido en la nómina de 23 jugadores que disputarán la Copa América de Brasil entre el 14 de junio y el 7 de julio.

### Participaciones en Copa América
| Torneo            | Sede   | Resultado    | Partidos | Goles |
| ----------------- | ------ | ------------ | -------- | ----- |
| Copa América 2019 | Brasil | Cuarto lugar | 0        | 0     |

## Estadísticas
| Club                             | Div           | Temporada     | Liga  | Liga  | Copas nacionales(1) | Copas nacionales(1) | Torneos internacionales(2) | Torneos internacionales(2) | Total | Total |
| Club                             | Div           | Temporada     | Part. | Goles | Part.               | Goles               | Part.                      | Goles                      | Part. | Goles |
| -------------------------------- | ------------- | ------------- | ----- | ----- | ------------------- | ------------------- | -------------------------- | -------------------------- | ----- | ----- |
| Huachipato · Chile               | 1.ª           | 2015-16       | 3     | -6    | —                   | —                   | —                          | —                          | 3     | -6    |
| Huachipato · Chile               | 1.ª           | 2016-17       | —     | —     | 2                   | -2                  | —                          | —                          | 2     | -2    |
| Huachipato · Chile               | 1.ª           | 2017          | —     | —     | —                   | —                   | —                          | —                          | 0     | 0     |
| Huachipato · Chile               | 1.ª           | 2018          | 8     | -8    | 6                   | -7                  | —                          | —                          | 14    | -15   |
| Huachipato · Chile               | 1.ª           | 2019          | 13    | -16   | —                   | —                   | —                          | —                          | 13    | -16   |
| Huachipato · Chile               | 1.ª           | 2020          | 10    | -13   | —                   | —                   | 2                          | 0                          | 12    | -13   |
| Huachipato · Chile               | 1.ª           | 2022          | —     | —     | 5                   | -4                  | —                          | —                          | 5     | -4    |
| Huachipato · Chile               | Total club    | Total club    | 34    | -43   | 13                  | -13                 | 2                          | 0                          | 49    | -56   |
| Deportes Temuco · Chile          | 2.ª           | 2021          | 31    | -30   | 4                   | -4                  | —                          | —                          | 35    | -34   |
| Deportes Temuco · Chile          | 2.ª           | 2023          | 30    | -36   | 3                   | -2                  | —                          | —                          | 33    | -38   |
| Deportes Temuco · Chile          | 2.ª           | 2024          | 6     | -9    | 1                   | 0                   | —                          | —                          | 1     | 0     |
| Deportes Temuco · Chile          | Total club    | Total club    | 62    | -66   | 7                   | -6                  | 0                          | 0                          | 69    | -72   |
| Total carrera                    | Total carrera | Total carrera | 96    | -109  | 20                  | -19                 | 2                          | 0                          | 118   | -128  |
| (1) Incluye datos de Copa Chile. |               |               |       |       |                     |                     |                            |                            |       |       |